# Трамвай в Осло
Трамвай Осло (норв. Trikken i Oslo) — трамвайная система на территории двух коммун: Осло и Берум. Система была открыта в 1875 году. На данный момент имеет 6 линий общей длиной 131,4 км. В 2013 году система перевезла 49 млн пассажиров, что составило 16 % от всех пассажирских перевозок в Осло.

## История

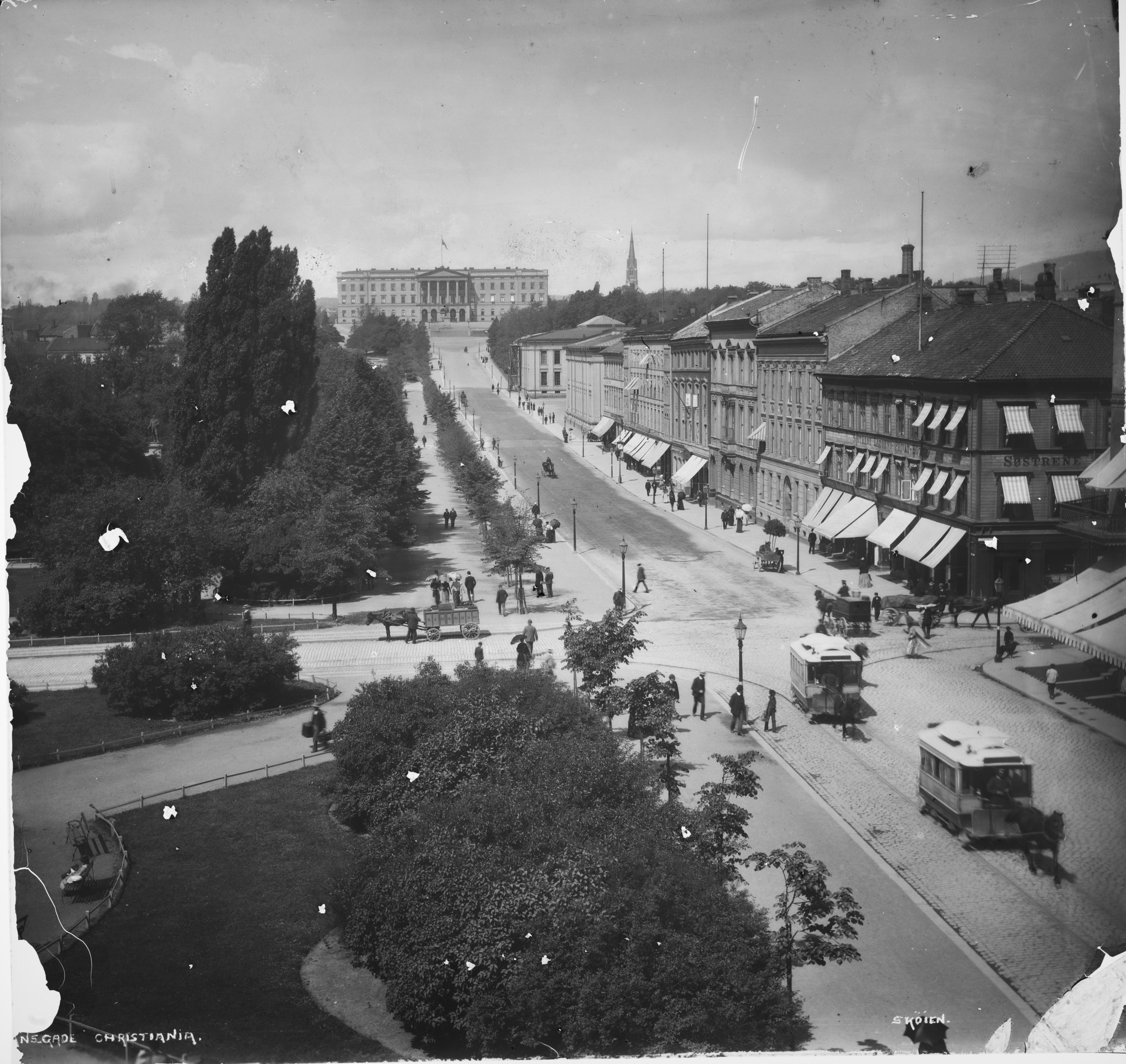
Трамвай на конной тяге в 1880-х годах

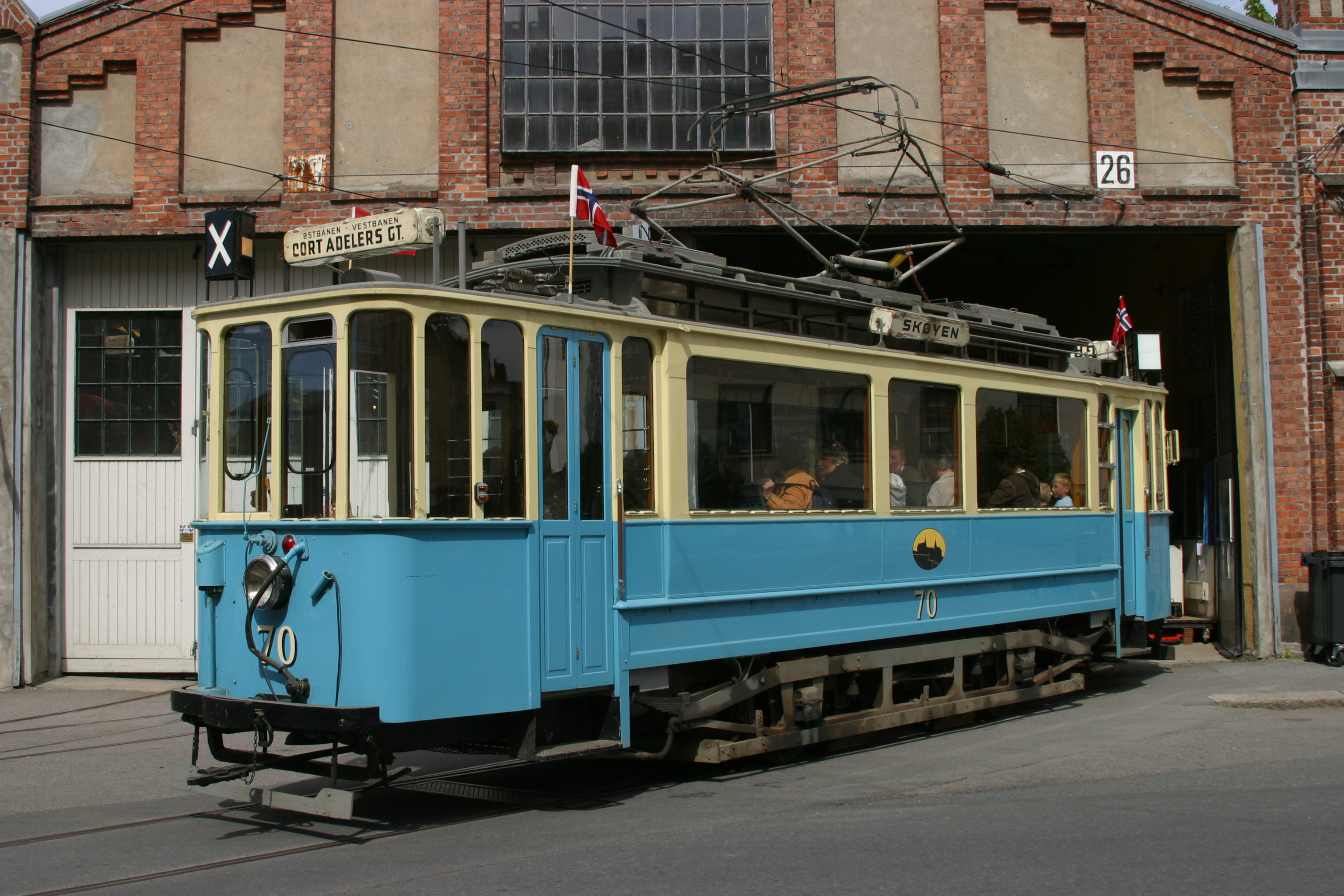
Трамвай ходивший в начале ХХ-го века

В 1868 году инженер Jens P. Vogt планирует трамвай на конной тяге в Кристиании (ныне Осло) но был отклонен, так как предполагалось, что трамвай будет препятствовать нормальному движению на узких улицах. Ещё несколько предложения не были реализованы, но они привели к дискуссии, перешедшие в последующие годы. Аргументы во главе власти в 1874 году дали разрешение на строительство трамвайной линии. 2 октября 1874 было основана компания Christiania Sporveisselskab. Первая линия трамвая была запущена 6 октября 1875.
В 1894 году создаётся ещё одна компания Kristiania Elektriske Sporvei (Blåtrikken) с первой электрической трамвайной линии в Скандинавии. Линия прощла от Йернбанторгет через Брискеби и Майорстуен в Скарпсно. В 1899 году трамвайная сеть расширяется с новой линией электрифицированного трамвая от Акерсгата через Сагене в Роделрёкка. Позже также расширяется участком от Толлбугата до Виппетанген (Grønntrikken).
Последняя линия трамвая на конной тяге закрывается в 1900 году.
Нумерация линий была введена в 1910 году. В 1924 году две компании были объединены в одну — AS Kristiania Sporveier.
Город изменил своё название на Осло в 1925 году и трамваи компания тоже меняет своё название на AS Oslo Sporveier. В 1939 году линию проводят в Синсен.
Городской совет утверждает постепенное закрытие городских трамваев в 1960 году. Несколько линий были заменены на автобусы и метрополитен. Городской совет отменяет решение закрытия в 1977 году.
Линия, проходящая в Вику (район), через Акер Бригге была открыта в 1995 году. Линия в городскую больницу (Rikshospitalet) был открыта в 1999 году. 20 августа 2007 линию проводят от Лиллеакер через Йар проводят в Беккестуа. 16 Февраля 2009 участок Лиллеакер — Беккестуа был закрыт, но в 2014 году участок был снова открыт.

## Описание сети
| Линия    | Цвет       | Маршрут                                                                                      | Остановок |
| -------- | ---------- | -------------------------------------------------------------------------------------------- | --------- |
| Линия 11 | салатовый  | Majorstuen-Homansbyen-Jernbanetorget-Grünerløkka-Torshov-Storo-Disen-Kjelsås                 | 29        |
| Линия 12 | фиолетовый | Majorstuen-Frogner-Aker Brygge-Jernbanetorget-Grünerløkka-Torshov-Storo-Disen-(Kjelsås)      | 23        |
| Линия 13 | зелёный    | Bekkestua-Lilleaker-Skøyen-Nationaltheatret-Jernbanetorget-Grünerløkka-Torshov-Storo-Grefsen | 33        |
| Линия 17 | красный    | Rikshospitalet-Ullevål-Stortorvet-Carl Berners plass-Sinsen-Grefsen                          | 26        |
| Линия 18 | жёлтый     | Rikshospitalet-Ullevål-Stortorvet-Jernbanetorget-Oslo Hospital i Gamlebyen-Holtet-(Ljabru)   | 30        |
| Линия 19 | оранжевый  | Majorstuen-Briskeby-Nationaltheateret-Jernbanetorget-Oslo Hospital-Holtet-Ljabru             | 25        |

## Подвижной состав

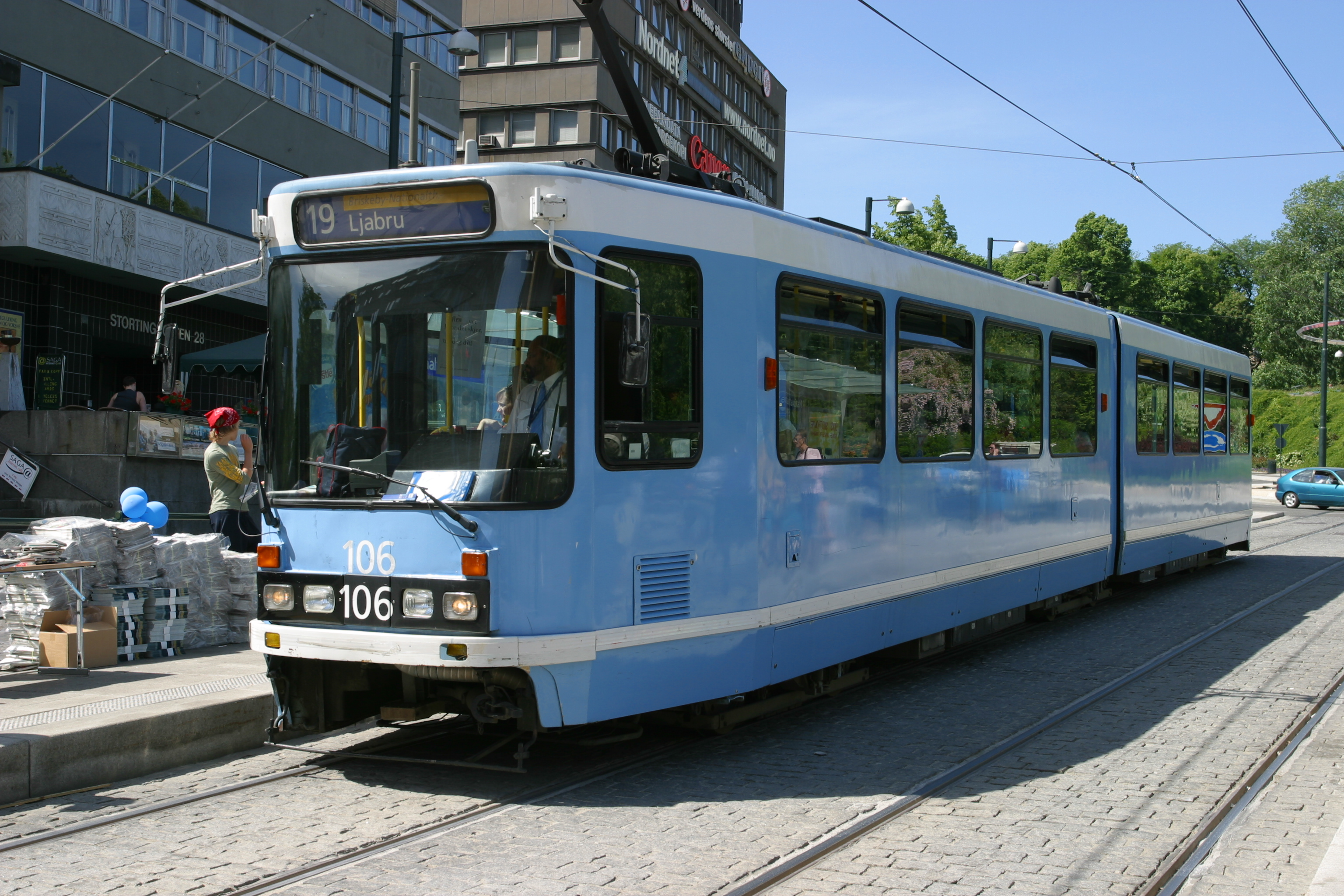
Трамвай модели SL-79

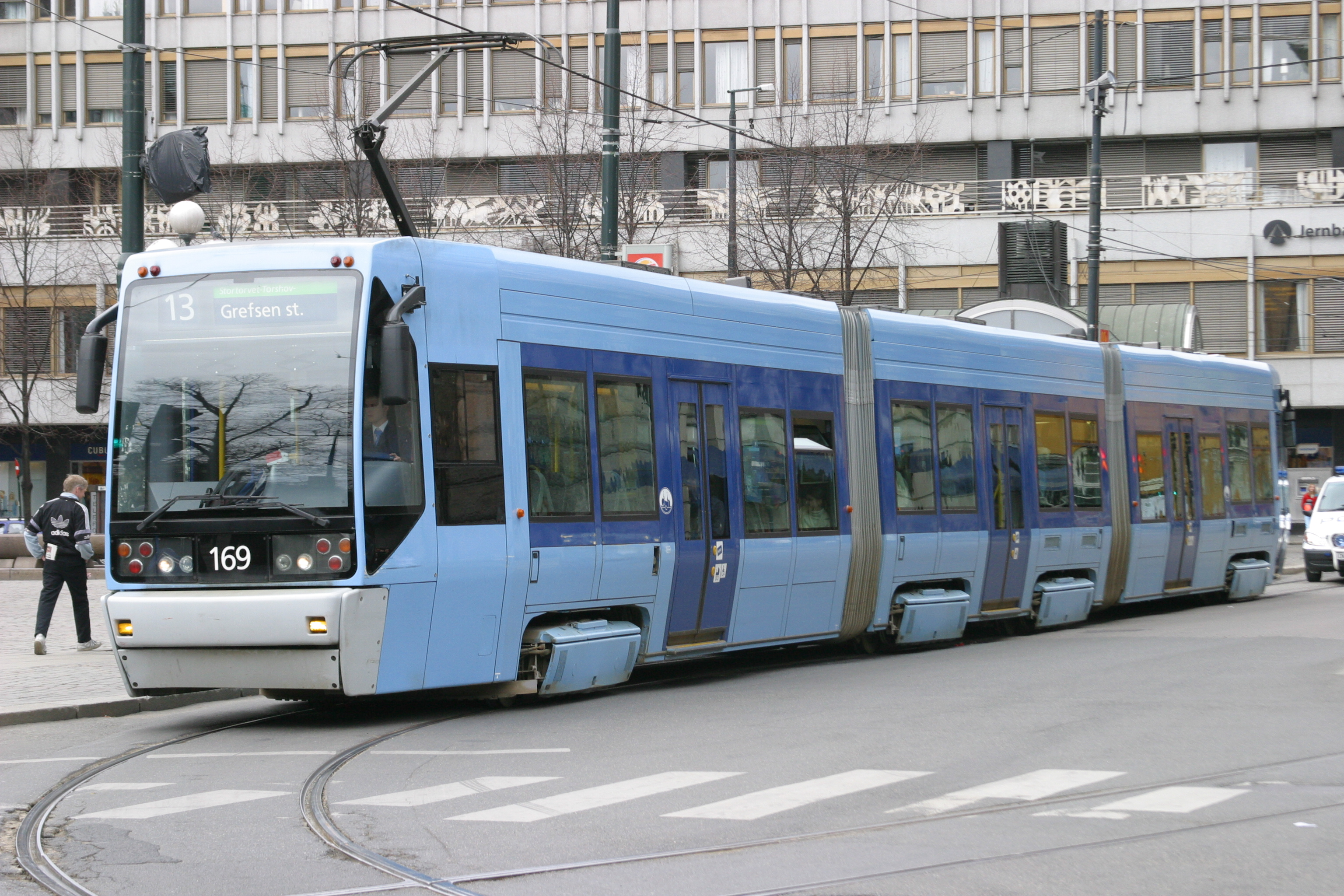
Трамвай модели SL-95

На данный момент действует два типа моделей трамвая: SL-79 и SL-95. Помимо двух действующих моделей, также были сняты с эксплуатации модели: А, B, E, S, SM-53, SM-83 и SM-95.

### SL-79
SL-79 названа эта модель, так из-за того, что первый трамвай этой модели был выпущен в 1979 году. Эта модель имеет только одну машинистскую кабину, поэтому эта модель не может разворачиваться кроме как на «петлях». Эта модель имеет 71 сидячее место, помимо этого сможет вместить ещё 92 пассажиров, которые во время поездки будут стоять. SL-79 закупали в два этапа: первые 25 вагонов были закуплены в 1982 году, а вторые 15 вагонов были закуплены в 1989 году.

### SL-95
SL-95 названа эта модель, так из-за того, что первый трамвай этой модели был выпущен в 1995 году. Эта модель — трёхсекционный, сочленённый трамвай. SL-95 имеет большую вместительность, чем SL-79. Эта модель имеет 88 сидячих мест, помимо этого сможет вместить ещё 124 пассажиров, которые во время поездки будут стоять.